# Coffea sahafaryensis
Coffea sahafaryensis är en måreväxtart som beskrevs av J.-f.Leroy. Coffea sahafaryensis ingår i släktet Coffea och familjen måreväxter. Inga underarter finns listade i Catalogue of Life.